# Poeciliinae
Poeciliinae es una subfamilia de peces perteneciente a la familia Poeciliidae.

## Géneros
Tiene las siguientes tribus y géneros en cada una de ellas:
- Tribu Alfarini:
  - Alfaro
- Tribu Cnesterodontini:
  - Cnesterodon
  - Phalloceros
  - Phalloptychus
  - Phallotorynus
- Tribu Gambusiini:
  - Belonesox
  - Brachyrhaphis
  - Gambusia
- Tribu Girardinini:
  - Carlhubbsia
  - Girardinus
  - Quintana
- Tribu Heterandriini:
  - Heterandria
  - Neoheterandria
  - Poeciliopsis
  - Priapichthys
  - Pseudopoecilia
  - Pseudoxiphophorus
  - Xenophallus
- Tribu Poeciliini:
  - Limia
  - Micropoecilia
  - Pamphorichthys
  - Phallichthys
  - Poecilia
  - Xiphophorus
- Tribu Priapellini:
  - Priapella
- Tribu Scolichthyini:
  - Scolichthys
- Tribu Tomeurini:
  - Tomeurus
- Tribu Xenodexiini
  - Xenodexia

Género incertae sedis:
- Heterophallus